# ماير شابيرو
ماير شابيرو (23 سبتمبر 1904 - 3 مارس 1996) مؤرخ أمريكي للفن من ليتوانيا المولد عُرف بصياغة منهجيات تاريخية فنية جديدة تضمنت نهجًا متعدد التخصصات لدراسة الأعمال الفنية. خبير في الفن المسيحي المبكر والعصور الوسطى والحديث، استكشف شابيرو الفترات والحركات التاريخية للفنون مع التركيز على البناء الاجتماعي والسياسي والمادي للأعمال الفنية.
بفضل التغيير الجذري لمسار تخصص الفن التاريخي، كان نهج شابيرو العلمي ديناميكيًا وشارك فيه علماء وفلاسفة وفنانين آخرين. أستاذ نشط ومحاضر وكاتب وعالم إنساني، حافظ شابيرو على ارتباط مهني طويل مع جامعة كولومبيا في نيويورك كطالب ومحاضر وأستاذ.

## الخلفية
وُلِد شابيرو في شياولي، الإمبراطورية الروسية (ليتوانيا الحالية) في 23 سبتمبر 1904. كان أسلافه من علماء التلمود. والداه هما ناثان مناحيم شابيرو وفاني أدلمان شابيرو.
في عام 1906، جاء والده إلى مدينة نيويورك ووجد عملًا كمدرس للغة العبرية في مدرسة يشيفا في الجانب الشرقي الأدنى. وبمجرد أن أصبح آمنًا، أرسل طلبًا لعائلته التي هاجرت عام 1907. نشأ في قسم براونزفيل في بروكلين، حيث تعرض لأول مرة للفن في دروس مسائية على يد جون سلون في الجمعية التعليمية العبرية.
التحق بالمدرسة العامة 84 ثم مدرسة الأولاد الثانوية في بروكلين. حضر محاضرات حول الأنثروبولوجيا والاقتصاد في رابطة الشباب الاشتراكي. خلال فصل الصيف، كان يعمل كعامل توصيل في ويسترن يونيون، ومعبئ مستودع، ومجمع إمدادات كهربائية، وكاتب ضبط في شركة.

## التعليم
في عام 1920، التحق ماير شابيرو، البالغ من العمر 16 عامًا، بجامعة كولومبيا كباحث في بوليتسر وريجينتس. وكان من بين أساتذته مارك فان دورين وفرانز بواس. شمل زملاء الدراسة الجامعية ويتاكر تشامبرز، كليفتون فاديمان، هربرت سولو، ليونيل تريلينغ، هنري زولينسكي، ولويس زوكوفسكي، مع العديد منهم ساهم في مجلة مورنينغسايد الأدبية. في عام 1923، سافر إلى أوروبا مع تشامبرز وزولينسكي. في عام 1924 حصل على درجة البكالوريوس مع مرتبة الشرف في تاريخ الفن والفلسفة.
رفضت جامعة برينستون قبوله لنيل درجة الدكتوراه، فواصل دراسته في جامعة كولومبيا وحصل على درجة الدكتوراه في تاريخ الفن عام 1929. كان أساتذته في ذلك الوقت من بينهم إرنست ديوالد.

## الوظيفة

### أكاديميًا
قضى شابيرو كامل حياته المهنية في كولومبيا. في عام 1928، بدأ التدريس كمحاضر، قبل أن يكمل أطروحته. في عام 1936، أصبح أستاذًا مساعدًا. في عام 1946، أصبح أستاذًا مشاركًا.  في عام 1952، أصبح أستاذًا جامعيًا. في عام 1965، عُيّن أستاذًا جامعيًا. أصبح أستاذًا جامعيًا فخريًا في عام 1973. وكان فصله الأخير الأسبوعي في جامعة كولومبيا بعنوان نظرية وأساليب التحقيق في الفن.
حاضر في جامعة نيويورك (1932-1936)، والمدرسة الجديدة للبحوث الاجتماعية (1936-1952)، وجامعة هارفارد كمحاضر تشارلز نورتون (1966-1967)، وجامعة أكسفورد كأستاذ سليد للفنون (1968). كان محاضرًا زائرًا في كلية دو فرانس في باريس في مايو 1974.

### المجتمع
شارك شابيرو في مؤتمر الفنانين الأمريكيين الأول ضد الحرب والفاشية في عام 1935، والذي أنتج عريضة موقعة من قبل أكثر من 300 فنان بما في ذلك المؤسسون المشاركون ستيوارت ديفيس، وأدولف دين، وويليام جروبر، وهوجو جيلرت، وساول شاري، وموسيس سوير أيضًا. مثل زملائه الفنانين ميلتون أفيري، إيليا بولوتوفسكي، ألكسندر كالدر، أدولف جوتليب، جاك كوفيلد، ياسو كونيوشي، جي بي نيومان، إيسامو نوجوتشي، بن شاهن، رافائيل سوير، جيمس جونسون سويني، ماكس ويبر، جورج بيدل، بول كادموس، فيليب إيفرجود، لورسر  فيتلسون ولويس مومفورد. استقال شابيرو وجوتليب علنًا خلال الشهر عندما فشل المؤتمر في إدانة الغزو السوفيتي لفنلندا. شابيرو وغيره من المعارضين بما في ذلك مارك روثكو وجوتليب وهاريس وبولوتوفسكي أدانوا الديكتاتوريات في ألمانيا وروسيا وإيطاليا وإسبانيا واليابان وأسسوا لجنة ثقافية أصبحت اتحاد الرسامين والنحاتين المعاصرين.
كان شابيرو من دعاة الفن الحديث، ونشر كتبًا عن فان غوخ وسيزان ومقالات مختلفة عن الفن الحديث. كان شابيرو أستاذًا في نورتون بجامعة هارفارد.
غالبًا ما يُعتبر خطاب شابيرو حول الأسلوب أكبر مساهمة له في دراسة تاريخ الفن. وفقًا لشابيرو، يشير الأسلوب إلى الصفات الشكلية والخصائص المرئية لقطعة فنية. أظهر شابيرو أن النمط يمكن استخدامه ليس فقط كمعرف لفترة معينة ولكن أيضًا كأداة تشخيصية. يدل الأسلوب على الفنان والثقافة بشكل عام. إنه يعكس الظروف الاقتصادية والاجتماعية التي يعمل فيها الفنان ويتنفس ويكشف الافتراضات الثقافية الأساسية والقيم المعيارية. من ناحية أخرى، تشير أوصافنا الخاصة للشكل والأسلوب إلى الفترة التي نعيش فيها، ومخاوفنا، وتحيزاتنا؛ الطريقة التي يتحدث بها مؤرخو الفن في عصر معين عن الأسلوب تدل أيضًا على سياقهم الثقافي.

## الحياة الشخصية والموت
كان شقيق شابيرو الممول موريس شابيرو. ابن أخيه هو الفنان جاكوب كولينز.
في عام 1931، تزوج شابيرو من طبيبة الأطفال ليليان. أنجبا طفلين، مريم شابيرو غروسوف وإرنست شابيرو.
توفي عام 1996 في نيويورك عن عمر يناهز 91 عامًا في منزل قرية غرينتش حيث كان يعيش منذ عام 1933.

## التأثير

### الفنانين
في الأربعينيات من القرن الماضي، عندما نظر متحف الفن الحديث في شراء فيلم ذا شي وولف لجاكسون بولوك (1943)، دعم شابيرو، بصفته عضوًا في لجنة المقتنيات، عملية الاستحواذ.
في الخمسينيات من القرن الماضي، حث شابيرو فيليم دي كونينغ على إنهاء رسم المرأة الأولى (1950-1952).

### تاريخ الفن الماركسي
تعرض شابيرو، في بعض مراحل حياته المهنية، لانتقادات بسبب أسلوبه في الأسلوب بسبب دلالاته الراديكالية سياسيًا. كتب شابيرو نفسه مقالات علمية لمجموعة متنوعة من المنشورات الاشتراكية وسعى إلى تطبيق طريقة ماركسية جديدة لدراسة تاريخ الفن. في أكثر مقالاته شهرة عن الفن الإسباني في العصور الوسطى، من المستعربي إلى الرومانيسك في الصوامع، أوضح شابيرو كيف أن الوجود المتزامن لأسلوبين تاريخيين في دير واحد كان مؤشرًا على الاضطرابات الاقتصادية والصراع الطبقي.